# Maurice Rosy
Maurice Rosy (Fontaine-l'Évêque, Bélgica, 17 de noviembre de 1927 - 23 de febrero de 2013) fue un reconocido autor belga francófono de historietas, y también ilustrador de numerosas obras de literatura para la infancia y la juventud.

## Biografía
Comenzó con las historietas en 1953, y dos años más tarde, fue director artístico de Le journal de Spirou, hasta 1971.
Escribió varios guiones para André Franquin, y especialmente para Spirou et Fantasio en Le Dictateur et le champignon (1953), y en Les Pirates du silence (1955).
En 1959 colaboró con Jean Roba, quien imaginó los personajes Boule et Bill, cuyas tiras cómicas hicieron su aparición bajo la forma de una "mini-publicación", como suplemento del Journal de Spirou. Y también fue uno de los autores de Bobo, y guionista de la serie Attila, realizada con Derib (Claude de Ribaupierre), así como también guionista de numerosas aventuras de Tif et Tondu.

## Ilustrador de libros para los jóvenes
Los dibujos de Maurice Rosy, por cierto muy apreciados por los niños, conocieron en el aspecto comercial un gran suceso, en las ediciones de libros para la juventud.
- Serie Jennifer, Lætitia et Olivier, de Béatrice Rouer, ediciones Nathan, 5 títulos entre 2005 y 2006.
- Panique au jardin public, de Henriette Bichonnier, ediciones Bayard, 2000 y 2003.
- Panique et chasse d'eau, de Béatrice Rouer, ediciones Nathan, 2002.
- Le monstre, c'est mon frère, Béatrice Rouer, ediciones Nathan, 2001.
- Ben est amoureux d'Anna, de Peter Härtling, Kid pocket, 1999.
- Le fantôme des oubliettes, de Béatrice Rouer, ediciones Nathan, 1999.
- Le journal de Boub, de Élisabeth Brami, Hatier, 1998.
- La Tête à Toto, de Béatrice Rouer, ediciones Nathan, 1997.
- Hurlenfe, de Évelyne Reberg, Bayard jeunesse, 1996.
- Le pestacle et les pêtards, de Béatrice Rouer, ediciones Nathan, 1996.
- Mon père c'est le plus fort (idem).
- Souris d'avril (idem).
- T'es plus ma copine (idem).
- Tête à poux (idem).
- La maîtresse en maillot de bain, (idem) 1995.
- L'auto fantôme (idem).
- Le pestacle et les pétards (idem).
- La farce des oies, de Fanny Joly, Bayard jeunesse, 1994.
- La télé toquée (idem).
- Nulle en Calcul, de Béatrice Rouer, ediciones Nathan, 1992.
- Croktou de Jacqueline Held, 12 títulos de 1987 a 1991.
- Je le dirai à ma mère, de Béatrice Rouer, ediciones Nathan, 1991.
- Le fils de la maîtresse (idem).
- Le roi se marie, de Odile Hellmann-Hurpoil, Bayard jeunesse, 1991.
- Mon père c'est le plus fort, de Béatrice Rouer, ediciones Nathan, 1991.
- Tête à poux (idem)
- C'est mon amoureuse, (idem) 1990.
- Le pommier canoë, de Marie-Hélène Delval, Bayard jeunesse, 1990.
- T'es plus ma copine, de Béatrice Rouer, Rouge et Or, 1990.
- La bibliothèque ensorcelée, de Éveline Reberg, Le Centurion, 1988.
- Croktou à l'école, de Jacqueline Held, Bordas, 1987.
- Croktou père Noël, de Jacqueline Held, Bordas, 1987.
- Drôle de Loup, de Jacqueline Held, Bordas, 1987.
- Le Rêve de Juliette, de Hélène Ray, Bordas, 1987.
- Le Zibou de l'espace, de Nicolas de Hirsching, Le Centurion, 1987.
- Dessine moi une maison, de Hélène Ray, Bordas, 1986.
- Le pommier canoë, de Marie-Hélène Delval, ediciones Bayard, 1985.
- Vignettes que l'on trouvait dans les chewing-gum Malabar, serie Histoire Malabar, hacia 1977.[2]

## Series
| Series             | Año         | Álbumes | Artista      | Editor | Observaciones                                         |
| ------------------ | ----------- | ------- | ------------ | ------ | ----------------------------------------------------- |
| Spirou et Fantasio | 1953–1956   | 2       | Franquin     | Dupuis | Le dictateur et le champignon, Les pirates du silence |
| Tif et Tondu       | 1955 - 1969 | 12      | Will         | Dupuis | Creado Mister Shock, un popular villano               |
| Boule et Bill      | 1959 - 1960 | 2       | Jean Roba    | Dupuis |                                                       |
| Bobo               | 1961–1972   | 7       | Paul Deliège | Dupuis |                                                       |
| Attila             | 1969–1974   | 4       | Derib        | Dupuis |                                                       |